# Анна (първосвещеник)
Вижте пояснителната страница за други личности с името Анна.
Анна бен Сет или Анна, син на Сет (22 г. пр.н.е. – 66 г.) – първосвещеник на Юдея в Йерусалимския храм от 6 г. до 15 г. Тъст на Каяфа. Виден садукей. В някои български преводи и издания на книги с библейско съдържание името му среща в превод на български и като Анани.
Йосиф Флавий изброява петимата му сина, също първосвещеници:
1. Елиазар бен Анна (първосвещеник през 16 – 17 г.)
2. Йонатан бен Анна (първосвещеник през 37 г.)
3. Теофил бен Анна (първосвещеник през 37 – 41 г.)
4. Матиас бен Анна (първосвещеник през 43 г.)
5. Анна бен Анна (първосвещеник през 63 г.)

Съгласно евангелското повествование, след ареста на Исус Христос в Гетсиманската градина, той е изправен първо пред Анна, който бил безспорен авторитет с голям престиж и влияние пред еврейския народ, но той го препраща на своя зет и първосвещеник – Каяфа (Йоан 18:13 – 24). Каяфа също е садукей, а и зет на първосвещеника Анна, и според трактовката послушен инструмент в ръцете на тъст си. Дори след оттеглянето си от първосвещеническия пост, Анна на практика е онзи който държи реално властта и се разпорежда с постовете в храма и със съкровищницата му. Според някои богослови, именно Анна решава съдбата на Исус като бунтар, или по-точно като „един от онези пророци“ с които Юдея е била наводнена към онзи момент – борци срещу Рим и прогнозиращи идването на Месията, посредством който ще се установи нов космогеничен ред на земята. Всичко това много плашело юдейските първосвещеници и директно представлявало заплаха не само за властта им, но и за живота им.
Анна бил член на Синедриона, и по-късно участва в процесите срещу апостолите Петър (апостол) и Йоан Богослов – възлюбеният ученик Исусов (Деян 4:6).